# Pare Sar
Pare Sal – miasto w Iranie, w ostanie Gilan. W 2016 roku liczyło 8016 mieszkańców.